# Касвелл (округ, Північна Кароліна)
Шаблон:StateAbbr_ 36°24′00″ пн. ш. 79°19′48″ зх. д. / 36.399997° пн. ш. 79.33° зх. д.
Округ  Касвелл (англ. Caswell County) — округ (графство) у штаті  Північна Кароліна, США. Ідентифікатор округу 37033.

## Історія
Округ утворений 1777 року.

## Демографія
За даними перепису 
2000 року 
загальне населення округу становило 23501 осіб, усе сільське.
Серед мешканців округу чоловіків було 11896, а жінок — 11605. В окрузі було 8670 домогосподарств, 6401 родин, які мешкали в 9601 будинках.
Середній розмір родини становив 3,01.
Віковий розподіл населення поданий у таблиці:
| Стать    | До 15 років | 15-21 | 22-29 | 30-39 | 40-49 | 50-65 | 65-85 | Понад 85 |
| -------- | ----------- | ----- | ----- | ----- | ----- | ----- | ----- | -------- |
| Чоловіки | 2329        | 997   | 1341  | 1929  | 1940  | 2141  | 1123  | 96       |
| Жінки    | 2224        | 918   | 1010  | 1683  | 1833  | 2096  | 1631  | 210      |

## Суміжні округи
- Персон — схід
- Орандж — південний схід
- Аламанс — південь
- Ґілфорд — південний захід
- Рокінґгем — захід

## Виноски
1. ↑  U.S. Decennial Census. United States Census Bureau. Архів оригіналу за 12 квітня 2013. Процитовано 13 січня 2015.
2. ↑  Historical Census Browser. University of Virginia Library. Архів оригіналу за 11 серпня 2012. Процитовано 13 січня 2015.
3. ↑  Forstall, Richard L., ред. (27 березня 1995). Population of Counties by Decennial Census: 1900 to 1990. United States Census Bureau. Архів оригіналу за 3 березня 2015. Процитовано 13 січня 2015.
4. ↑  Census 2000 PHC-T-4. Ranking Tables for Counties: 1990 and 2000 (PDF). United States Census Bureau. 2 квітня 2001. Архів оригіналу (PDF) за 18 грудня 2014. Процитовано 13 січня 2015.
5. ↑  State & County QuickFacts. United States Census Bureau. Архів оригіналу за 8 липня 2011. Процитовано 18 жовтня 2013.(англ.) Наведено за англійською вікіпедією.
6. ↑  American FactFinder. Бюро перепису населення США. Архів оригіналу за 29 липня 2011. Процитовано 31 січня 2008.

| США | Це незавершена стаття з географії США. Ви можете допомогти проєкту, виправивши або дописавши її. |